# Moon Pil-hee
Moon Pil-hee född den 2 december 1982, är en sydkoreansk handbollsspelare.
Hon tog OS-silver i damernas turnering i samband med de olympiska handbollstävlingarna 2004 i Aten och OS-brons i damernas turnering i samband med de olympiska handbollstävlingarna 2008 i Peking.